# من تعتقد نفسك (أغنية)
من تعتقد نفسك (بالإنجليزية: Who Do You Think You Are) هي أغنية لفريق سبايس جيرلز. كتب الأغنية أعضاء الفريق بالإضافة إلى بول ويلسون وأندي واتكنز وأضيفت إلى ألبوم التوابل، صدرت الأغنية في نوفمبر 1996. تتأثر الأغنية كثيرًا بنمط البوب الأوروبي الشائع في أوائل التسعينيات، وبها نقر على نمط الديسكو الذي يمثل موسيقى أواخر السبعينيات. كلمات الأغنية تدور حول حياة النجوم المشاهير، وكيف يمكن أن تعلق حياة الفرد في عالم الشهرة.